# Idioma malasio
El dialecto malayo de Malasia (en malayo: bahasa melayu Malaysia) es el nombre que normalmente recibe el idioma malayo en Malasia. (A diferencia del nombre usado para la variedad del malayo hablado en Indonesia, llamado idioma indonesio). Sin embargo, al idioma oficial de Malasia se le llama constitucionalmente malayo, aunque el gobierno a veces se refiera a él como malasio. El malayo estándar se basa en las convenciones propuestas por la Dewan Bahasa dan Pustaka (el "Instituto del idioma y la literatura", en español), que regula la lengua hablada en el país. A pesar de hablarlo casi toda la población de Malasia, la mayoría suele emplear una forma vernácula de malayo u otra lengua nativa. El malayo es una asignatura obligatoria en las escuelas, tanto en primaria como en secundaria.

## Estado
El artículo 152 de la Federación designa al malayo como la lengua oficial. Entre 1986 y 2007, el nombre oficial del país (Bahasa Malasia) se cambió por "Bahasa Melayu". Hoy, para reconocer que Malasia está compuesta por muchos grupos étnicos (y no solo por malayos étnicos), el término Bahasa Malasia ha una vez más devenir el gobierno está preferido señalamiento para el "Bahasa Kebangsaan" (la Lengua Nacional). Además, la lengua también se denomina BM o sencillamente Bahasa. El inglés se usa ampliamente en campos profesionales y comerciales, así como en los tribunales superiores.

## Sistemas de escritura

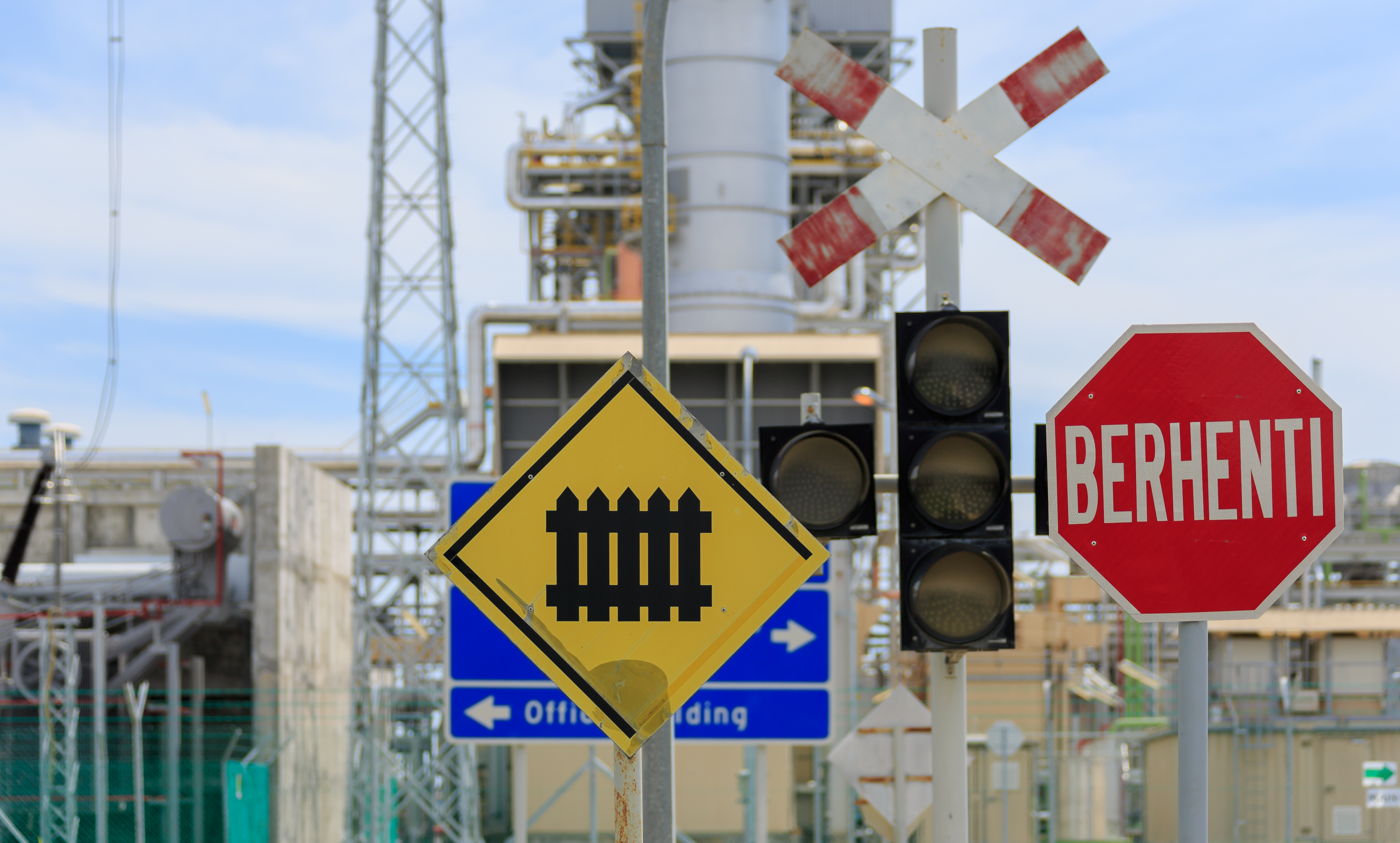
Señales de tráfico en malayo: Advirtiendo cruce "de Nivel de la señal" y Parón de señal "reguladora".

El malayo se escribe normalmente con un alfabeto latino (llamado Rumi), aunque también existe un alfabeto árabe (Jawi). El Rumi es oficial, mientras se intenta preservar y revivir el uso del Jawi. Aun así, el alfabeto latino aún es el más usado.

## Préstamos lingüísticos
La lengua malaya ha adoptado la mayoría de sus préstamos del sánscrito, el tamil, el hindi, el persa, el portugués, el neerlandés, las lenguas siníticas, el árabe y, más recientemente, el inglés (sobre todo términos científicos y tecnológicos). El malayo moderno también se ha visto influenciado léxicamente por la variedad indonesia, en gran parte debido a la popularidad de obras indonesias, telenovelas, y música.

## Uso coloquial y contemporáneo
El idioma en su uso coloquial y contemporáneo incluye vocabulario moderno que la generación más vieja puede no conocer, como awek (chica), balak (tipo) o cun (bonito). Los nuevos pronombres plurales también se han formado a partir de los pronombres originales y la palabra orang (persona), como kitorang (kita + orang, el exclusivo "nosotros", en vez de kami) o diorang (dia + orang, "ellos"). El cambio de código entre inglés y malayo y el uso de nuevos préstamos están muy extendidos. Por consiguiente, este fenómeno desagrada a los puristas lingüísticos de Malasia, que intentan promover la lengua normativa.
1. ↑  Ministry of Education: Frequently Asked Questions — To uphold Bahasa Malaysia and to strengthen the English language (MBMMBI) Archivado el 11 de septiembre de 2014 en Wayback Machine.; access date 3 November 2013
2. ↑  Wai, Wong Chun (4 de junio de 2007). «Back to Bahasa Malaysia».
3. ↑  Penggunaan Istilah Bahasa Malaysia Dan Bukan Bahasa Melayu Muktamad, Kata Zainuddin. BERNAMA, 5 November 2007
4. ↑  «Malay». www.baystateinterpreters.com. Consultado el 26 de junio de 2019.
5. ↑  December 2014, Published 4 years ago on 18. «Use of Jawi should be encouraged, not condemned — Faidhur Rahman Abdul Hadi and Fatihah Jamhari | Malay Mail». www.malaymail.com (en inglés). Consultado el 26 de junio de 2019.
6. ↑  Sneddon, James N. (2003). The Indonesian Language: Its history and role in modern society. UNSW Press.

- Datos: Q15065